# 水野浩四
水野 浩四（みずの こうし、1886年 - 1979年）は、日本の歯科医師。

## 生涯
1886年（明治19年）、現在の岡山県岡山市に6男2女の4男として生まれる。実兄にアマチュア天文家の水野千里がいる。父・千代之介（後に漸と改名）は邑久郡郡長として地方行政に尽力した。
1901年（明治34年）に高等小学校を卒業すると上京し、高山歯科診療所を経営する高山紀齋の住み込みの門下生となり、神田中学校夜間部に通う傍ら歯科修行に励む。1905年（明治38年）より東京歯科医学院（現在の東京歯科大学の前身）に通い、血脇守之助の指導を受け、1911年（明治44年）、歯科検定試験に合格する。この間、1910年（明治43年）、キリスト教岡山教会で海老名牧師の説教に接し感動して入信する。
1914年（大正3年）に岡山に戻り、門田屋敷にて歯科医院を開業する。以降1979年（昭和54年）に亡くなるまで歯科診療を続ける。
岡山市で歯科開業医を務める傍ら、1936年（昭和11年）より岡山県歯科医師会長を3期6年にわたって務める。また、入信以来70年に渡ってクリスチャンとして信仰生活を続け、晩年は岡山蕃山町教会の長老として活動した。
趣味としては、1920年（大正9年）より軟式テニスを始め、岡山の名門テニスクラブである何久層倶楽部に入会し早朝練習会に参加するようになる。テニスの早朝練習はその後50年以上に渡って続けられる。晩年は芦屋市で行われるグランドベテラン庭球大会に何度も出場した。
孫（長女の長男）にキリスト教史の研究者、東北大学名誉教授および東北学院大学名誉教授の松本宣郎がいる。

## 著書
- 『土器に宝を盛る』ともしび社、1962年
- 『信仰の年輪』藤木出版、1971年